# Ovation (Unternehmen)

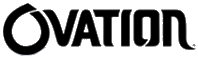
Logo.

Ovation ist ein US-amerikanischer Hersteller elektrisch-akustischer Westerngitarren und Bassgitarren (ursprünglicher Sitz in New Hartford, Connecticut, USA).

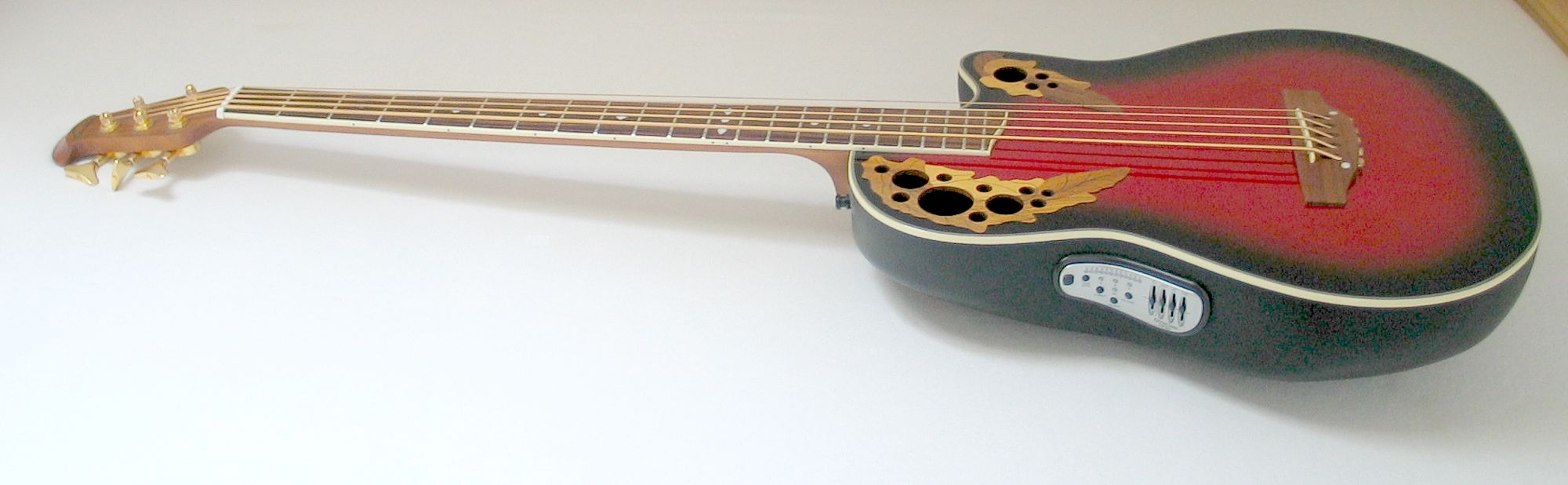
Ein typisches Instrument, in diesem Fall ein fünfsaitiger Akustikbass. Gut zu erkennen ist der gewölbte Korpus, darin ist ein batteriebetriebener Vorverstärker mit Klangregler und Stimmgerät eingebaut.

Charakteristisch für eine Ovation ist der sogenannte Roundback, ein gewölbter Rückteil aus einem Faser-Kunststoff-Verbundmaterial. Ovation war der erste Hersteller von elektrisch verstärkbaren akustischen Gitarren mit piezoelektrischem Tonabnehmer und Vorreiter weiterer elektro-akustischer Gitarren.

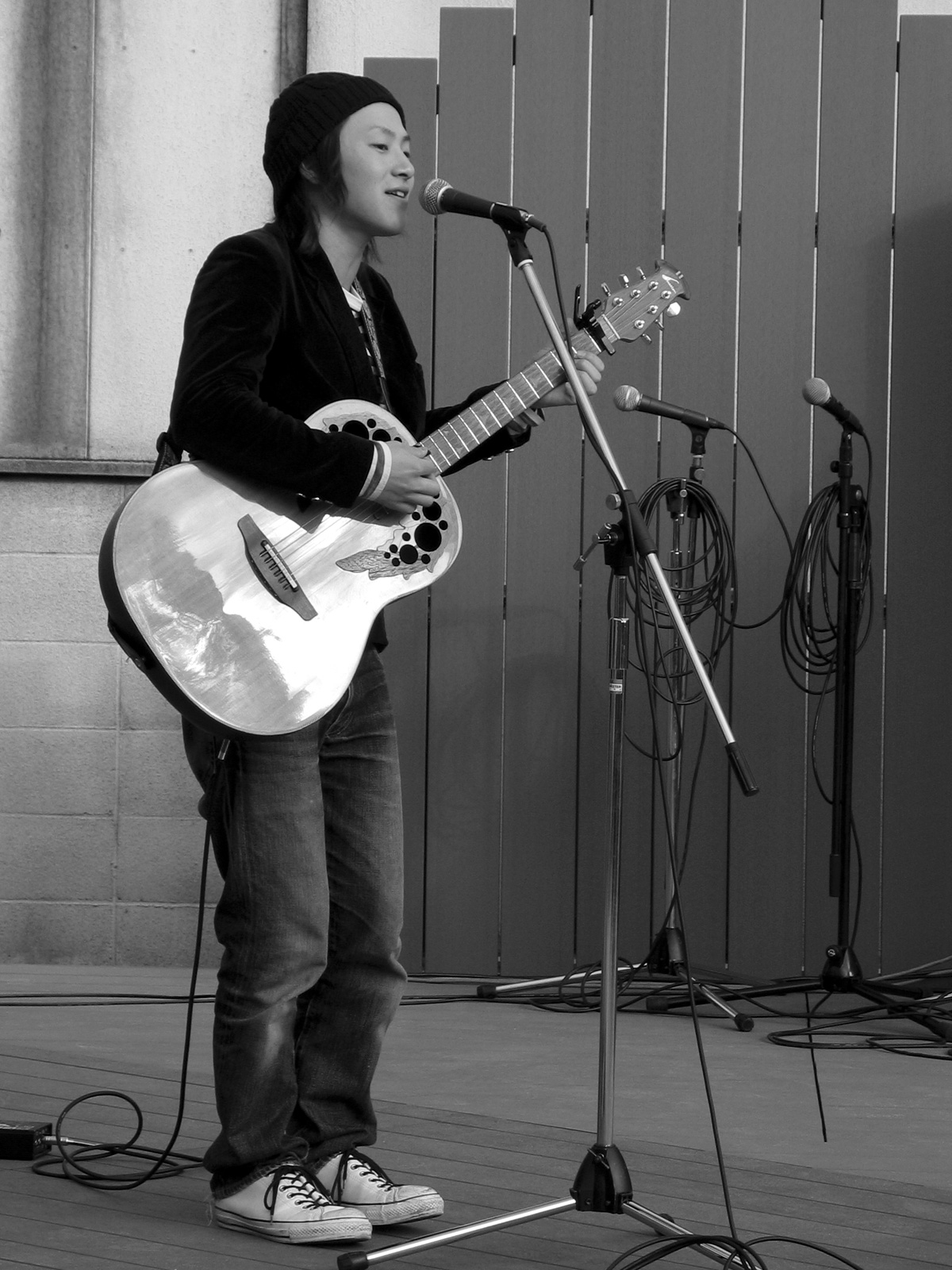
Der japanische Folk-Musiker Tsutomu Kobori mit Ovation-Gitarre

## Musiker
Der Hersteller ist bei Musikern wie Melissa Etheridge, Neil Diamond, Steve Lukather, Al Di Meola oder in Deutschland Mike Krüger und Raymond Voß (Torfrock) sehr beliebt.

## Geschichte
Der Gründer Charles Kaman baute ursprünglich Hubschrauber. Er war Hobbymusiker und entwickelte 1964 mit einigen seiner Ingenieure eine Gitarre, bei der er Hightech-Materialien mit einer Holzdecke kombinierte und dadurch eine hohe Stabilität des Instruments mit einem ausgewogenen Klang paarte. 1965 gründete er das Gitarrenunternehmen. Neben dem besonderen Korpus wurde im höheren Preissegment „Adamas“ auch für die Decke der Gitarren ein Verbundwerkstoff verwandt. Diese Decke besteht aus kohlenstofffaserverstärktem Kunststoff (CFK) und einem Birkenfurnier in Sandwichbauweise. Durch diese Konstruktion konnte die Dicke der Decke von ca. 3 mm (konventionelle Holzdecke) auf unter 1 mm reduziert werden. Dadurch sprechen Adamas-Gitarren schneller an als konventionelle Gitarren.
Ovation gehörte bis Anfang 2015 zum Unternehmen KMC Music Inc., das seit 2007 wiederum Fender gehört. Im Januar 2015 verkaufte Fender große Teile von KMC Music an den Schlagzeughersteller Drum Workshop, darunter Ovation, Gretsch Drums, Gibraltar Hardware, Toca Drums und Latin Percussion.
Seit Februar 2021 gehört Ovation der GEWA music GmbH mit Sitz in Adorf.

## Produktreihen
- Unter dem Markennamen Applause werden Gitarren aus chinesischer Fertigung mit einfach laminierter Decke angeboten, die unter Lizenz der Firma Ovation hergestellt werden.
- Die Ovation Celebrity Reihe stammt aus koreanischer Fertigung. Sie trägt den Markennamen Ovation und hat eine dreifach laminierte Decke.
- Die Ovation Standard Elite, Elite, Elite Custom, Standard Balladeer, Legend und Custom Legend haben einen höherwertigen Preamp als die Celebrity und eine massive Decke. Sie werden in Korea hergestellt.
- Die Ovation Adamas hat eine Decke aus CFK. Es werden auch Modelle mit Holzdecken hergestellt, das ist allerdings die Ausnahme. Sie haben einen höherwertigen Pickup und Preamp als die vorgenannten Modelle. Die Reihe Adamas wird in den USA hergestellt.

## Schalllochdesign
Bekannt geworden sind die Ovation-Gitarren nicht zuletzt durch die Entwicklung des Multihole-Schalllochtechnik. Im Gegensatz zu dem einfachen Großen Schallloch in der Mitte der Decke der Gitarre, werden mehrere Schalllöcher oberhalb und meist auch unterhalb der Saiten in die Decke eingebracht. Dadurch verringert sich die Feedbackanfälligkeit der Gitarre. Das bekannte Multihole Design ist auf dem Bild rechts zu sehen, es gibt auch Gitarren mit eigenständigen Schalllöchern, etwa die Yngwie Malmsteen Signature, die über F-Löcher verfügt oder die neueren Gitarren mit ellipsenförmigen iDea Schalllöchern.

## Korpusformen
Die ursprüngliche Form des Korpus war der so genannte Shallow Bowl. Dieser hatte keine Zargen, sondern war rund ausgeführt. Daher werden Ovation Gitarren auch als Roundback-Gitarren bezeichnet. Diese ursprüngliche Form wird heute nur noch in Vintage-Modellen hergestellt. Die häufigste heute hergestellte Form ist der Mid-Depth-Bowl-Korpus, der im Gegensatz zum Shallow-Bowl angedeutete Zargen hat. Den Shallow Bowl findet man heute auch noch beim Deep-Bowl-Korpus, der größer ist. Von Mid-Deep-Bowl abgeleitet ist der Super-Shallow-Bowl, der dünner ist und daher eher für den Einsatz mit einem Verstärker geeignet ist. Zudem gibt es bei den Deep-Bowl und den Mid-Depth-Bowl das Contour-Modell, bei dem der Korpus auf der Rückseite nach innen gewölbt ist, um das konstruktionsbedingte Wegrutschen des runden Korpus zu verhindern.

## Spielbarkeit
Das Halsdesign der Ovation-Gitarren orientiert sich stark an jenem der E-Gitarre. Die Hälse sind daher eher schmal und relativ dünn ausgeführt. Zudem ist die Saitenlage ab Werk recht flach eingestellt, was den Umstieg von der E-Gitarre auf eine Ovation enorm erleichtert. Da fast alle Modelle auch oder nur mit Cutaway erhältlich sind, ist das Bespielen der höheren Bünde möglich und vergleichsweise komfortabel.
Durch die gewölbte Rückseite des Korpus neigen Ovation-Gitarren ohne Contour Korpus eher dazu, einem sitzenden Gitarrespieler vom Schoß zu rutschen, was durch die raue Oberfläche etwas abgemildert wird. Bei längerem Gitarrespiel  kann dies jedoch zum Problem werden, weswegen viele Gitarristen auch in der Sitzposition einen Gitarrengurt verwenden, um ein Wegrutschen des Korpus zu verhindern.

## Einsatzgebiete und Sound
Durch die geringe Empfindlichkeit gegen Rückkopplungen und die bei fast allen Modellen verwendeten hochwertigen Tonabnehmer und Vorverstärker sind Ovation-Gitarren für Bühneneinsätze sehr geeignet und  können auch bei hohen Lautstärken eingesetzt werden. Viele Gitarristen aus dem Genre der Rockmusik (wie etwa Richie Sambora von Bon Jovi) nutzen daher die Ovation im Bühneneinsatz, nicht zuletzt auch weil sie in der Bespielbarkeit einer E-Gitarre sehr ähnlich ist. Der Klang von Ovations fügt sich harmonisch in den Rocksound ein und ist verglichen mit anderen akustischen Gitarren sehr durchsetzungsfähig. Der Klang hat zudem einen hohen Wiedererkennungswert, da er sich von dem einer herkömmlichen Westerngitarre unterscheidet.

## Instrumente
- Western-Gitarren (6 und 12 saitig) oder auch mit zwei Hälsen (12 und 6 Saitig)
- Konzert-Gitarren
- Akustik Bässe (4 oder 5 saitig)
- Mandolinen
- Ukulelen